# هارييت فارلي
هارييت فارلي (بالإنجليزية: Harriet Farley)‏ هي كاتبة للأطفال وكاتِبة وصحفية أمريكية، ولدت في 18 فبراير 1812، وتوفيت في 1907.

## وصلات خارجية
- هارييت فارلي على موقع الموسوعة البريطانية (الإنجليزية)